# Piper barbulantherum
Piper barbulantherum är en pepparväxtart som beskrevs av William Trelease. Piper barbulantherum ingår i släktet Piper och familjen pepparväxter. Inga underarter finns listade i Catalogue of Life.